# DIN连接器

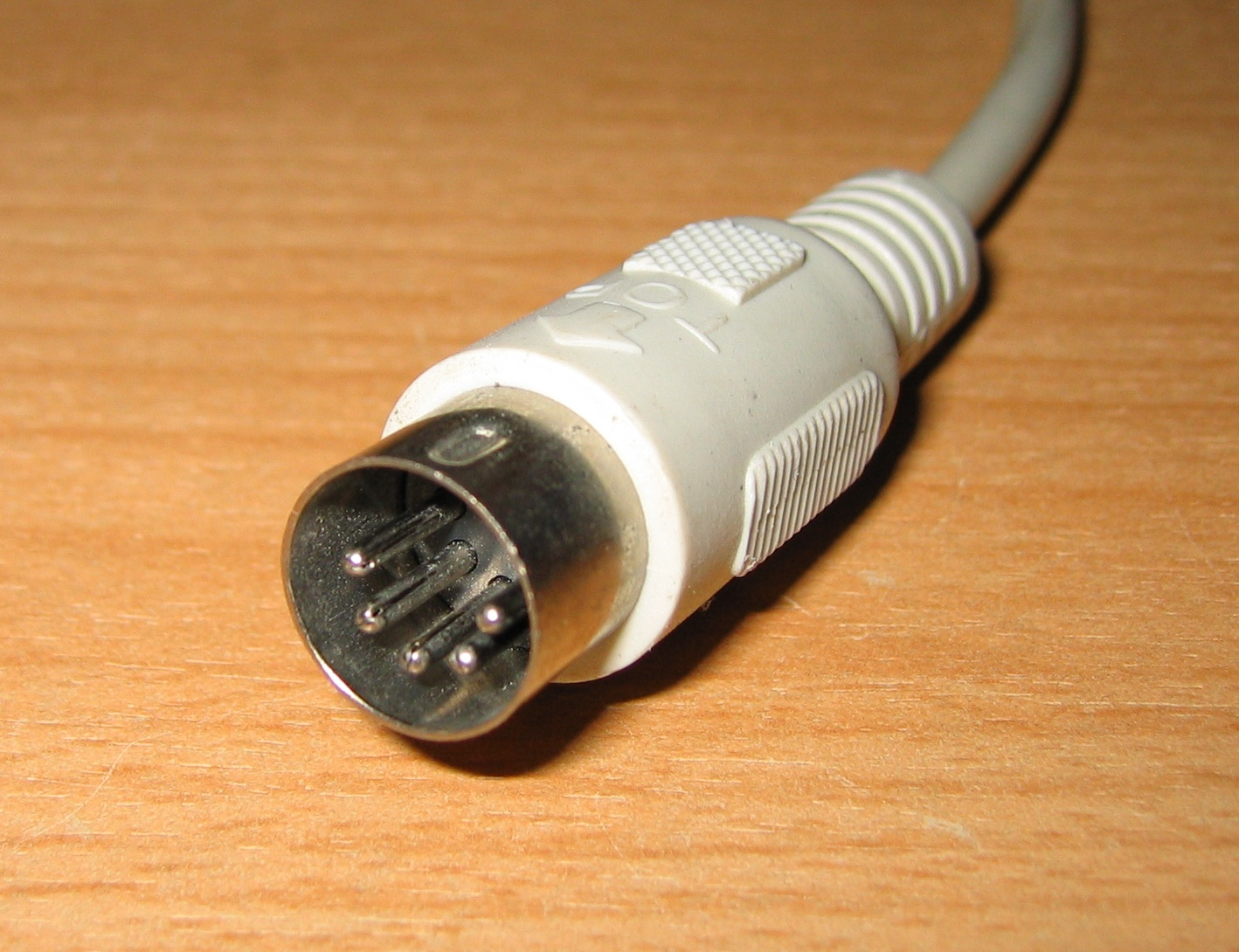
使用DIN 41524的IBM PC AT键盘插头

DIN连接器是由德国标准化学会（DIN, Deutsches Institut für Normung e.V.）所制定的一项连接器标准。由于有太多DIN连接器标准，如果不附加编号（如"DIN 41524连接器"），DIN连接器一词并不代表任何一种连接器。在消費電子產品中，"DIN连接器"通常代表由DIN所制定的圆形连接器家族的一个成员。DIN连接器最初用于模拟音频信号的传输，这些连接器有些后来也被用于模拟视频和数字接口，如MIDI或IBM PS/2接口键盘和鼠标电缆。原来的DIN连接器标准已替换为等效的国际标准IEC60130-9。
虽然DIN连接器和XLR端子在外观上相似，但并不兼容。

## 圆形连接器
DIN连接器公头都是13.2毫米直径的金属屏蔽的插头，但是它们的针脚定义不同。
| DIN连接器标准 | 连接器针脚个数  |
| ------------- | --------------- |
| DIN 41524     | 3-pin或5-pin    |
| DIN 45322     | 6-pin,呈60°排列 |
| DIN 45326     | 8-pin           |
| DIN 45329     | 7-pin           |

连接器插头有一个圆形金属屏蔽裙来保护针脚。保护裙还确保插头以正确方向插入，防止损坏引脚。由于保护裙的相同，不能防止DIN公头接驳不兼容的DIN母头。在mini DIN这个设计被修改。
DIN连接器有7种常见的模式，最多可以见到8针的连接器。不同标准的连接器中存在有限的兼容性。
该连接器的螺丝锁定版本也用在仪表，过程控制和专业音频上。

## 扬声器连接器

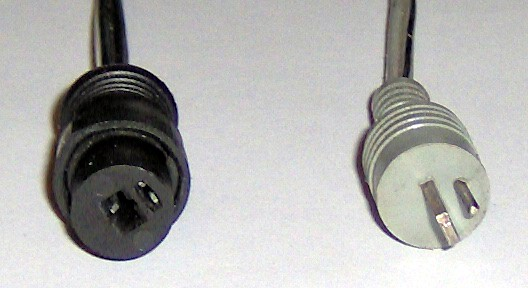
音响DIN插座（左）和插头（右）

两针的DIN 41529连接器用于连接扬声器和功率放大器。曾用于16毫米电影放映机、奔驰汽车。一般来说DIN连接器是耐用的，但是两针连接器的可靠性却饱受诟病。

## 应用

### 類比音频
3 / 180°和5 / 180°接口，最初在德国的類比音频设备的连接中使用，后来在捷克共和国、苏联和经互会国家也广泛使用，例如一个立体声磁带录音机的立体声放大器或前置放大器，使用四个信号连接加上接地的5针。该接口在美国市场是罕见的，并被RCA端子取代。
| 应用       | 应用   | 连接器 | 针脚定义   | 针脚定义   | 针脚定义      | 针脚定义   | 针脚定义   |
| 应用       | 应用   | 连接器 | 1          | 4          | 2             | 5          | 3          |
| ---------- | ------ | ------ | ---------- | ---------- | ------------- | ---------- | ---------- |
| 扩音器     | 单声道 | 5/180° | 音频输出   | 音频输出   | screen/return | 音频输入   | 音频输入   |
| 扩音器     | 立体声 | 5/180° | 左声道输出 | 右声道输出 | screen/return | 右声道输入 | 左声道输入 |
| 磁带录音机 | 单声道 | 5/180° | 音频输入   | 音频输入   | screen/return | 音频输出   | 音频输出   |
| 磁带录音机 | 立体声 | 5/180° | 左声道输入 | 右声道输入 | screen/return | 右声道输出 | 左声道输出 |

### 数字信号
5/180°连接器用于
- DIN电子乐器同步接口
- MIDI电子乐器接口
- 早期Apple IIc的串行接口
- IBM PC和PC/AT，以及Amiga的键盘电缆，后被ATX規格的PS/2接口取代。